# NK Mladost Sveti Petar
NK Mladost Sveti Petar je nogometni klub iz Svetog Petra. Osnovan 2012 godine...
Trenutačno se natječe u 2. liga NS Ludbreg. 